# مایکل کولمن
 مایکل کولمن (انگلیسی: Michael Kohlmann؛ زادهٔ ۱۱ ژانویهٔ ۱۹۷۴) یک تنیس‌باز اهل آلمان است. 